# Comportement organisationnel
 (décembre 2018).
Si vous disposez d'ouvrages ou d'articles de référence ou si vous connaissez des sites web de qualité traitant du thème abordé ici, merci de compléter l'article en donnant les références utiles à sa vérifiabilité et en les liant à la section « Notes et références ».
Le comportement organisationnel est une discipline carrefour qui regroupe l'étude et le management du comportement humain au sein des organisations ainsi que l'étude et le management de ces organisations.
Il reprend, aux niveaux de l'individu, du groupe et de l'organisation, les concepts de la psychologie individuelle (et plus particulièrement la psychologie du travail devenue la psychologie organisationnelle), la psychologie sociale au niveau du groupe, la sociologie et plus particulièrement la sociologie des organisations et la sociologie du conflit, l'anthropologie et les sciences politiques.

## Une discipline carrefour hybride pour managers polymathes
Il s'agit d'un domaine au champ large, dans lequel on cherche à comprendre le comportement des individus et des groupes, les processus interpersonnels et les dynamiques organisationnelles.
Ce domaine permet de placer l'individu au cœur d'un groupe (équipe) et d'analyser les interactions s'y attachant tout en analysant les moyens que l'individu prend pour régler les problèmes (conflits).  D'ailleurs, la compréhension du comportement organisationnel apporte une meilleure maîtrise de soi et d’autrui dans un contexte organisationnel ; elle pourrait même contribuer à la réussite des employés dans les milieux de travail de plus en plus dynamiques et complexes.
C'est une discipline qui s’appuie sur des méthodes de recherche scientifiques et utilise une approche de la contingence, reconnaissant ainsi que les pratiques de gestion doivent s’adapter aux particularités du contexte.  L'évolution sociétale et les nouvelles technologies poussent vers une évolution des pratiques en entreprises qui tentent de concilier performances économiques et considérations éthiques. Cela se matérialise avec l'apparition de la notion de responsabilité sociétale des entreprises.
Concrètement la diffusion des concepts du comportement organisationnel s'est effectué en France par l'intermédiaire des traductions des grands auteurs américains : Frederick Herzberg, Douglas McGregor, Abraham Maslow, Blake et Mouton, etc. avec un retard parfois considérable de l'ordre de cinq à dix ans et parfois plus,.

## Les apports des différentes sciences humaines

### Psychologie
La théorie Y, la pyramide des besoins, les facteurs de satisfaction, , etc.
Dont la psychologie du travail, (ex-psychologie industrielle) (en anglais Industrial and Organizational Psychology).

### psychologie sociale
Les styles de management et de leadership
La psychologie sociale est celle des individus interagissant avec d'autres au sein de petits groupes
La dynamique des groupes restreints.

### Sociologie
et plus particulièrement la sociologie des organisations
Citons : Michel Crozier,  Christian Thuderoz, François Dupuy

## Les grands concepts

### Les deux dimensions du management
Concrètement, en France, Les deux dimensions du management, 1969.

### Le groupe
La notion de communauté virtuelle prend une place importante avec le développement des réseaux sociaux

### Le travail en équipe
Le travail en équipe n'était pas la préoccupation de Taylor

## Un management organisationnel
Celui des structures organisationnelles et celui de la culture organisationnelle.